# James Luceno
James Luceno (Bermuda, 1º aprile 1947) è uno scrittore statunitense.

## Biografia
È autore dei tre romanzi della serie Star Wars: The New Jedi Order, Agents of Chaos: Hero's Trial, Agents of Chaos: Jedi Eclipse e The Unifying Force.
Ha scritto inoltre l'ebook Darth Maul: Saboteur. Questo ebook è effettivamente un prologo della sua storia precedente la trilogia nuova, ambientata direttamente prima de La minaccia fantasma, chiamata Cloak of Deception.
È l'autore della nuova serie Web Warrior e coautore della serie Robotech in collaborazione con l'amico Brian Daley: i due hanno lavorato assieme sotto lo pseudonimo Jack McKinney. Daley e Luceno scrissero assieme a una squadra di scrittori le storie per la serie di cartoni del 1986 The Adventures of the Galaxy Rangers.
Luceno ha scritto la storia adattata dai film dell'Uomo Ombra e La maschera di Zorro. Attualmente risiede ad Annapolis, nel Maryland, con la moglie e i figli. Gli ultimi lavori di Luceno ambientati nell'universo di Guerre stellari includono Dark Lord: The Rise of Darth Vader (2005), Millennium Falcon (2008) e Darth Plagueis (2012).
In una intervista per la rivista Star Wars Insider, Luceno ha affermato di essere coinvolto in un progetto riguardante lo sviluppo di una storia incentrata sul mistero dell'immortalità introdotto nella trilogia nuova di Guerre stellari, un segreto che Qui-Gon Jinn e Darth Plagueis stavano cercando, percorrendo vie opposte.